# Крааг, Йоханнес Самуэль Петрус
Йоханнес Самуэль Петрус Крааг (нидерл. Johannes Samuel Petrus (Johan) Kraag; 29 июля 1913 — 24 мая 1996, Парамарибо, Суринам) — суринамский политический деятель, президент Суринама (1990—1991).

## Биография
Был членом Национальной партии Суринама. Принадлежал к её умеренному крылу, выступавшему против независимости.
До объявления независимости страны занимал ряд государственных постов:
В 1958—1963 годах — председатель Штатов (законодательного органа) Суринама,
В 1963—1967 годах — министр по социальным вопросам,
В 1967—1969 годах — министр труда и по социальным вопросам.
После Телефонного военного переворота 24 декабря 1990 года избран Национальной Ассамблеей исполняющим обязанности президента Суринама. Его основной задачей была организация парламентских выборов в мае 1991 года, после проведения которых он ушёл в отставку.